# Mój kuzyn Vinny
Mój kuzyn Vinny (ang. My Cousin Vinny) – amerykańska komedia z 1992 roku w reżyserii Jonathana Lynna. Zdjęcia kręcono w stanie Georgia.

## Opis fabuły
Akcja rozgrywa się w fikcyjnym Beechum County w Alabamie. Dwóch młodych mężczyzn zostaje uznanych za winnych zabójstwa sprzedawcy. Jeden z nich decyduje się na skorzystanie z usług jąkającego się adwokata z urzędu, drugi postanawia skorzystać z usług swojego kuzyna Vinniego (Joe Pesci), świeżo upieczonego adwokata po studiach wieczorowych, które udało mu się zakończyć za szóstym podejściem. Niekonwencjonalnie zdobyte wykształcenie idzie w parze z niekonwencjonalnym działaniem, zwłaszcza jak na małe miasteczko na południu Stanów. Vinniemu w pracy i życiu towarzyszy Mona Lisa Vito (nagrodzona Oscarem Marisa Tomei), z którą ma się ożenić, gdy tylko uda się mu wygrać pierwszą sprawę.

## Obsada
- Joe Pesci jako Vincent LaGuardia Gambini ("Vinny")
- Marisa Tomei jako Mona Lisa Vito
- Ralph Macchio jako oskarżony Billy Gambini
- Mitchell Whitfield jako oskarżony Stan Rothenstein
- Fred Gwynne jako sędzia Chamberlain Haller
- Lane Smith jako prokurator D.A. Jim Trotter, III